# فرودگاه سنت داریوش و سنت گریناس
فرودگاه سنت داریوش و سنت گریناس (به انگلیسی: S. Darius and S. Girėnas Airport) (به لیتوانیایی: S. Dariaus ir S. Girėno aerodromas) یک فرودگاه همگانی است که یک باند فرود آسفالت دارد و طول باند آن ۱۱۳۰ متر است. این فرودگاه در شهر کاوناس کشور لیتوانی قرار دارد و در ارتفاع ۷۵ متری از سطح دریا واقع شده‌است.